# Меняйло, Сергей Иванович
Сергей Иванович Меняйло (род. 22 августа 1960, Алагир, Северо-Осетинская АССР) — российский военный, государственный и политический деятель. Глава Республики Северная Осетия — Алания с 19 сентября 2021 (врио 9 апреля — 19 сентября 2021).
Заместитель командующего Черноморским флотом России (30 мая 2009 — 22 декабря 2011). Губернатор Севастополя (9 октября 2014 — 28 июля 2016). Полномочный представитель президента Российской Федерации в Сибирском федеральном округе (28 июля 2016 — 9 апреля 2021). Член Совета Безопасности Российской Федерации с 12 августа 2016 по 2 августа 2021.
Вице-адмирал (06.06.2007).
С 15 октября 2020 года находится под персональными санкциями ЕС, а затем санкциями Великобритании, США, Канады, Швейцарии, Австралии и Украины.

## Биография
Родился 22 августа 1960 года в городе Алагире (Северо-Осетинская АССР, РСФСР). Отец — русский, военный моряк, мать — осетинка, школьный учитель младших классов.
После окончания средней школы поступил в Каспийское высшее военно-морское училище имени С. М. Кирова, расположенное в Баку, Азербайджанской ССР.

### На воинской службе
В 1983 году окончил училище по специальности инженер-штурман. Состоял в КПСС.

#### Северный флот
После выпуска был назначен командиром штурманской боевой части на базовый тральщик Кольской флотилии разнородных сил Северного флота.
С 1986 года — командир базового тральщика БТ-22.
Через 5 лет получил назначение командиром морского тральщика «Контр-адмирал Власов» (проект 266-М).
На состоявшихся 4 марта 1990 года выборах народных депутатов Мурманского областного Совета народных депутатов 21-го созыва был избран депутатом. Облсовет, который возглавлял Юрий Евдокимов, действовал более трёх лет и был распущен в октябре 1993 года.

#### Каспийская флотилия
В 1995 году окончил Военно-морскую академию имени Адмирала Флота Советского Союза Н. Г. Кузнецова и был назначен начальником штаба — заместителем командира 73-й бригады кораблей охраны водного района Каспийской флотилии, а с 1998 года — её командиром.
В 2002 году зачислен слушателем Военной академии Генерального штаба Вооружённых сил Российской Федерации.

#### Новороссийская военно-морская база
22 июня 2004 года Указом Президента Российской Федерации Владимира Путина капитан 1 ранга Меняйло С. И. назначен начальником штаба — первым заместителем командира Новороссийской военно-морской базы Черноморского флота.
С 31 августа 2005 года — командир Новороссийской военно-морской базы. 12 июня 2005 года ему присвоено воинское звание контр-адмирал.
В октябре 2006 года совместно с генерал-майором Виктором Астаповым командовал межвидовым совместным учением 7-й гвардейской воздушно-десантной дивизии и береговых частей Новороссийской военно-морской базы с боевой стрельбой по морским целям. Тогда же был награждён именным огнестрельным оружием.

#### Война в Грузии
В августе 2008 года в ходе войны в Грузии принимал самое активное участие в военно-морской десантной операции Черноморского флота, возглавив отряд боевых кораблей для доставки российского военного контингента в район противостояния в Абхазии.

#### Черноморский флот
В октябре 2009 года Указом Президента Российской Федерации назначен заместителем командующего Черноморским флотом.
В апреле 2010 года вошёл в список из трёх кандидатов на должность главы Республики Северная Осетия — Алания, который партия «Единая Россия» (как партия, обладающая большинством в региональном парламенте) представила Президенту Российской Федерации Дмитрию Медведеву. Однако Президент России внёс в состав парламента республики кандидатуру действовавшего главы республики Таймураза Мамсурова.
Указом Президента Российской Федерации от 22 декабря 2011 года № 1675 освобождён от должности заместителя командующего Черноморским флотом и уволен с военной службы в запас Вооружённых сил Российской Федерации.

### Аннексия Крыма Россией
В конце 2013 года на Украине начался политический кризис, приведшей к смене власти в стране в феврале 2014 года. События, происходившие в столице, влияли на обстановку в Крыму и Севастополе. По словам Алексея Чалого, объявленного «народным мэром» Севастополя на митинге 23 февраля, С. И. Меняйло «был с нами с первых дней революции, здорово помог в формировании отрядов самообороны Севастополя».
В марте 2014 года в результате аннексии Крыма, на следующий день после референдума о статусе Крыма, самопровозглашённый Госсовет Крыма национализировал порты полуострова и их имущество и на их базе 26 марта создал государственное предприятие Республики Крым «Крымские морские порты». Созданное госпредприятие возглавил С. И. Меняйло. Сам он так описывал эти события: «Во время Русской весны мне предложили поработать в Крыму, возглавить госпредприятие „Крымские морские порты“, поскольку я эту тему знаю хорошо. Я согласился помочь тем людям, с которыми меня связывала судьба. С Сергеем Аксёновым я знаком с 2009 года, с полпредом президента России Белавенцевым мы познакомились здесь, во время событий. Он тоже вице-адмирал. Друзья позвали меня, сказали: пойдёшь на передовой рубеж. И я согласился».

### Губернатор Севастополя

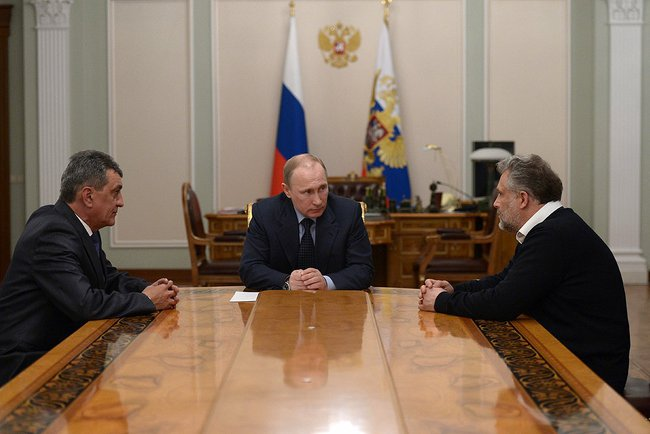
Сергей Меняйло, Владимир Путин и Алексей Чалый. 14 апреля 2014 года

14 апреля 2014 года Алексей Чалый, исполнявший обязанности губернатора Севастополя с начала аннексии Крыма, предложил президенту России Владимиру Путину назначить С. И. Меняйло на должность исполняющего обязанности губернатора Севастополя. В тот же день Указом Президента Российской Федерации С. И. Меняйло был назначен исполняющим обязанности губернатора.
17 сентября 2014 года президент России Владимир Путин предложил кандидатуру С. И. Меняйло для избрания на пост главы Севастополя. 9 октября 2014 года Законодательное собрание Севастополя избрало С. И. Меняйло губернатором Севастополя.
С августа 2014 года С. И. Меняйло находился в конфликте с председателем Законодательного собрания Севастополя Алексеем Чалым. Среди причин называют различное видение развития города и подходы к его управлению. К концу 2015 года конфликт перешёл в противостояние исполнительной и законодательной властей города, приведший к отставке А. Чалого.
С 25 октября 2014 по 7 апреля 2015 и с 10 ноября 2015 по 6 апреля 2016 — член президиума Государственного совета Российской Федерации.
В феврале 2016 года Сергей Меняйло стал гостем телепередачи «Познер» на «Первом канале».
28 июля 2016 года С. И. Меняйло ушёл в отставку с поста губернатора Севастополя по собственному желанию. За 6 дней до этого сторонники Алексея Чалого начали сбор подписей под обращением к Владимиру Путину об отправке в отставку С. И. Меняйло и инициирования проведения референдума по вопросу выборов главы Севастополя.
Критика на посту Губернатора Севастополя
В июле 2015 года решением губернатора Севастополя С. И. Меняйло в заповеднике «Херсонес Таврический» был сменён директор: вместо Андрея Кулагина назначен благочинный Севастопольского округа РПЦ протоиерей Сергей Халюта. С критикой такого шага выступили сотрудники музея и советник Президента России Владимир Толстой. В итоге под напором общественного мнения протоиерей отказался от должности.

### Полномочный представитель президента

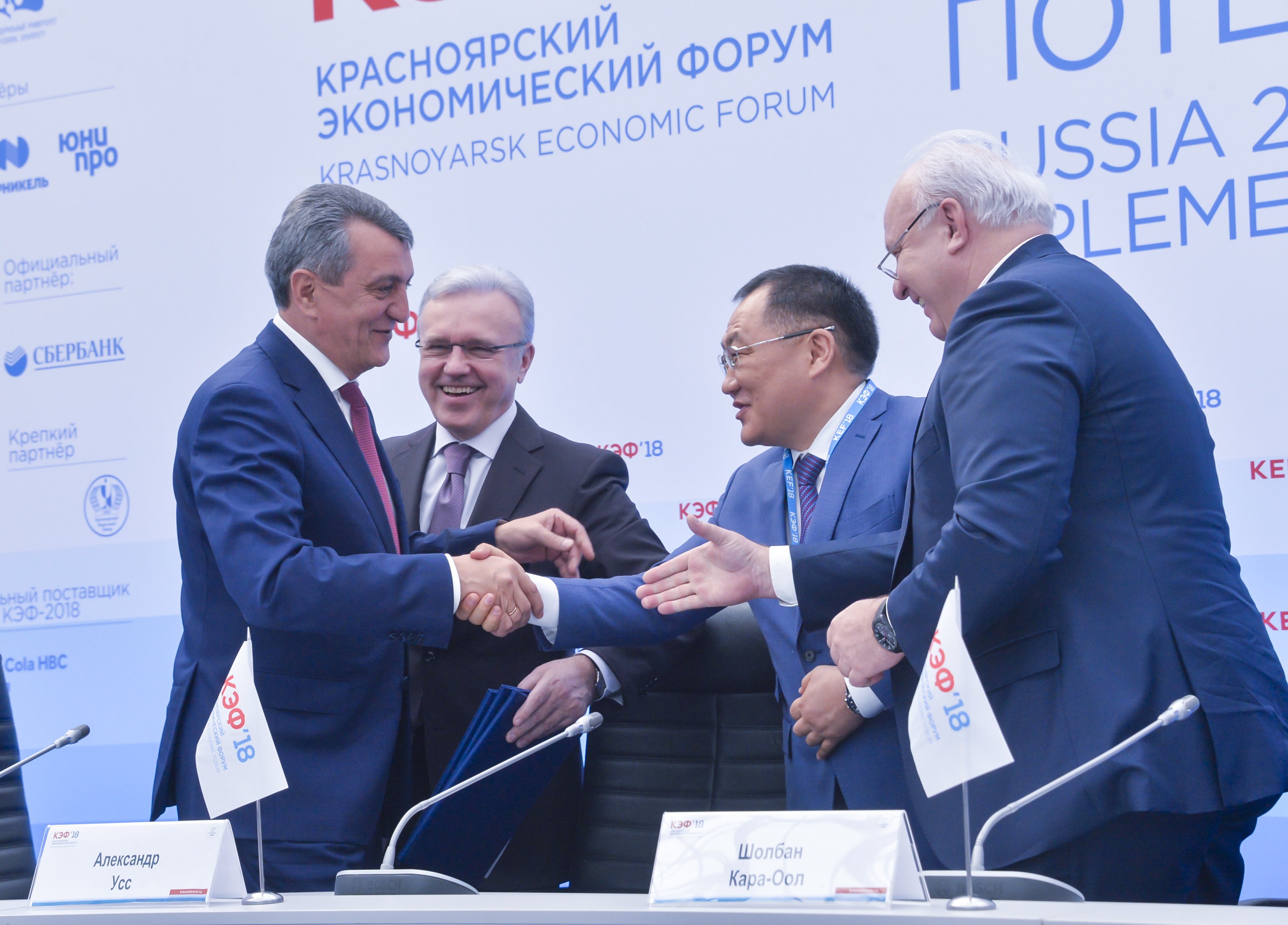
Полпред президента в СФО Сергей Меняйло, губернатор Красноярского края Александр Усс, глава Тывы Шолбан Кара-оол и глава Хакасии Виктор Зимин на КЭФ-2018

28 июля 2016 года президент Владимир Путин назначил Сергея Меняйло на должность полномочного представителя президента в Сибирском федеральном округе с приёмной в Новосибирске. На этой должности он сменил Николая Рогожкина. При этом должность входит в состав Администрации президента РФ. 2 августа Меняйло прибыл в Новосибирск. Первая встреча была с губернатором Новосибирской области Владимиром Городецким.
В апреле 2017 года посетил XIV Красноярский экономический форум. Проверил подготовку объектов для проведения XXIX Всемирной зимней универсиады 2019 года в Красноярске.
В ноябре 2017 года покинувший должность губернатора Городецкий стал помощником сибирского полпреда президента Сергея Меняйло.
В июле 2018 года в Красноярске участвовал в совещании с заместителем председателя правительства РФ Юрием Борисовым. Обсуждали выпуск оборонной и гражданской продукции предприятиями оборонно-промышленного комплекса Красноярского края.
В ноябре 2019 года Новосибирск посетил премьер-министр России Дмитрий Медведев. Меняйло участвовал в совещании в наукограде Кольцово.
В феврале 2020 года Меняйло посетил Иркутск. Встречался с временно исполняющим обязанности губернатора региона Игорем Кобзевым и председателем заксобрания Иркутской области Сергеем Соколом. 
9 апреля 2021 года покинул пост представителя президента Российской Федерации в Сибирском федеральном округе, в связи с назначением на новую должность.

### Глава Северной Осетии
9 апреля 2021 года президент Владимир Путин назначил Сергея Меняйло временно исполняющим обязанности главы Республики Северная Осетия — Алания до вступления в должность избранного главы. На этой должности он сменил Вячеслава Битарова. 12 апреля 2021 года во Владикавказе в парламенте Северной Осетии полномочный представитель президента в Северо-Кавказском федеральном округе Юрий Чайка представил Сергея Меняйло депутатами и членам правительства в качестве временно исполняющего обязанности главы республики. Избрание главы республики путём непрямых выборов в республиканском парламенте должно состояться в единый день голосования 19 сентября 2021 года. Депутаты 6 созыва тайным голосованием выберут главу из кандидатур, предложенных президентом РФ.
4 августа 2021 год партия «Единая Россия» формально предложила президенту Путину кандидатуру Сергея Меняйло. 30 августа президент Владимир Путин формально предложил депутатам парламента Северной Осетии трёх кандидатов от трёх партий: Сергей Меняйло (врио главы, «Единая Россия»), Валерий Баликоев (депутат парламента, председатель комитета по бюджету, налогам, собственности и кредитным организациям, СРЗП), Медея Элдзарова (депутат парламента, КПРФ).
19 сентября 2021 года депутаты парламента Северной Осетии голосовали по трём кандидатам. Из 70 депутатов проголосовали 57. Все проголосовавшие поддержали Меняйло В тот же день он официально вступил в должность на 5 лет.
10 июля 2022 года Меняйло опубликовал видеозапись отмечания национального осетинского праздника Дня Хетага вместе с добровольческим батальоном «Алания», где сообщил, что находится «на передовой». После этого телеграм-каналы «НОГ Ирыстон» и Baza сообщили, что Меняйло в Запорожской области столкнулся с диверсионно-разведывательной группой Украины и получил контузию. Пресс-секретарь опровергла получение ранений отправляющегося домой чиновника, сам Меняйло назвал местом своего пребывания Краснодарский край.

## Доходы
Согласно декларации о доходах, расходах, об имуществе и обязательствах имущественного характера лиц, замещающих государственные должности Российской Федерации, за 2018 года Сергей Меняйло заработал 9 196 555 рублей. Доход его супруги за тот же период составил 498 422 рубля. В собственности Сергея Меняйло находится квартира площадью 152,7 кв. метра и автомобиль марки Toyota Land Cruiser 200.
В 2021 году Меняйло заработал более 70 миллионов рублей, став третьим в рейтинге самых богатых губернаторов России.

## Санкции
20 июня 2014 года включён в санкционный список США с формулировкой «из-за действий, которые привели к угрозе миру, безопасности, стабильности, суверенитету и территориальной целостности Украины».
15 октября 2020 года введены санкции Европейского союза в связи с отравлением политика Алексея Навального. Санкции предусматривают запрет на въезд в ЕС и на финансовые операции, а также замораживание активов.
С 16 сентября 2022 года находится под санкциями Великобритании. С 20 июня 2014 года находится под санкциями Соединённых Штатов Америки.
С 21 марта 2021 года находится под санкциями Канады. С 16 марта 2022 года находится под санкциями Швейцарии. С 1 октября 2020 года находится под санкциями Австралии. Указом президента Украины Петра Порошенко от 21 июня 2018 находится под санкциями Украины.

## Награды
- Орден «За заслуги перед Отечеством» IV степени с изображением мечей (18 августа 2008) — за мужество, отвагу и самоотверженность, проявленные при исполнении воинского долга в Северо-Кавказском регионе[56]
- Орден Александра Невского (20 апреля 2014) — за достигнутые трудовые успехи, значительный вклад в социально-экономическое развитие Российской Федерации, заслуги в гуманитарной сфере, активную законотворческую и общественную деятельность, многолетнюю добросовестную работу[57]
- Орден «За военные заслуги» (21 февраля 2000 года)[58]
- Орден Почёта (2021)[59][60]
- Орден Почёта (29 августа 2022 года, Южная Осетия) — за мужество и отвагу, проявленные в ходе операции по принуждению Грузии к миру в августе 2008 года, а также большой личный вклад в развитие дружественных отношений между Республикой Южная Осетия и Республикой Северная Осетия-Алания[61]
- Медаль «За боевые заслуги»[60]
- юбилейные медали России и СССР, ведомственные медали Министерства обороны России и СССР
- Именное оружие. Приказом Минобороны России от 2 октября 2006 года № 412 «За высокое профессиональное мастерство, разумную инициативу, настойчивость и требовательность, проявленные при выполнении специального задания командования, личный вклад в поддержание боевой готовности Вооружённых Сил Российской Федерации, образцовое руководство подчинённым личным составом» награждён именным огнестрельным оружием — 9-мм пистолетом Макарова
- Специальная премия «Золотая маска» в номинации «За поддержку театрального искусства России» (2023) — за организационную поддержку восстановления и открытия Дома-музея Евгения Вахтангова на его родине в городе Владикавказе[62]